# Rallicula rubra
Rallicula rubra е вид птица от семейство Rallidae.

## Разпространение
Видът е разпространен в Индонезия и Папуа Нова Гвинея.